# Morgan Bolding
Morgan Bolding (13 de maio de 1995) é um remador britânico, campeão olímpico.

## Carreira
Bolding foi educado na Heathside School. Seu clube sênior de remo foi do Oxford Brookes University Boat Club.
Bolding foi selecionado pela primeira vez para as honras de representante da Grã-Bretanha para o Campeonato Mundial Júnior de Remo de 2013 na Lituânia no GB júnior masculino oito. Eles tiveram um quarto lugar. Em seguida, ele fez duas aparições no U23 britânico oito para o Campeonato Mundial de Remo Sub-23 de 2015 e 2017. A equipe de 2017 ganhou uma medalha de bronze.
Em 2022, Bolding foi selecionado para a segunda cadeira do oitavo masculino sênior da Grã-Bretanha. Naquela temporada internacional, o oitavo ganhou ouro em duas Copas Mundiais de Remo e no Campeonato Europeu de Remo de 2022. Bolding ganhou ouro e um título mundial no Campeonato Mundial de Remo de 2022 em Račice. Em 2023, ganhou um segundo campeonato mundial consecutivo no oitavo masculino no Campeonato Mundial de Remo de 2023 em Belgrado.
Nos Jogos Olímpicos de Verão de 2024, em Paris, conquistou a medalha de ouro na competição do oito com masculino ao lado de Sholto Carnegie, Rory Gibbs, Thomas Ford, Jacob Dawson, Charles Elwes, Thomas Digby, James Rudkin e Harry Brightmore, com o tempo de 5:22.88.